# 上越市立直江津中学校
上越市立直江津中学校（じょうえつしりつなおえつちゅうがっこう）は、新潟県上越市西本町にある市立中学校。

## 概要
直江津の海岸に近く、校舎から海を眺めることができる中学校。通称は「直中（ちょくちゅう）」。

## 沿革

### 年表
- 1947年5月20日 - 直江津町立直江津小学校の校舎を利用し、直江津町立直江津中学校として開校。
- 1948年4月1日 - 直江津町立直江津南小学校の南校舎に移転。
- 1949年6月20日 - 校章制定。
- 1951年6月23日 - 校旗樹立。
- 1952年7月5日 - 校歌発表。
- 1954年3月26日 - 現在地に校舎が完成し、移転。
- 1954年6月1日 - 市制施行により、直江津市立直江津中学校に改称。
- 1955年3月31日 - 体育館が建てられる。
- 1958年12月21日 - プール完成。
- 1963年4月1日 - 特殊学級を設置[1]。
- 1971年4月29日 - 高田市と合併し上越市となったため、上越市立直江津中学校に改称。
- 1983年4月1日 - 上越市立春日中学校新設に伴い、一部校区が分離。
- 1989年10月31日 - 現在の校舎が建てられる。
- 1990年2月20日 - クラブセンターが建てられる。
- 1998年10月1日 - 現在の体育館が完成。
- 1999年9月18日 - 現在のプールが完成。

## 教育方針

### 教育目標
- 自学
- 自律
- 共生

### 重点目標
- 高い志をもって行動する生徒の育成

### 目指す生徒像
- 高い志をもって、自ら学び、自らを律し、社会に貢献しようとする生徒

### 目指したい学校像
- 誰もが居心地のよい、笑顔があふれる学校

## 部活動
- 運動系部活動
- 文化系部活動

## 通学区域
国府小学校、直江津南小学校、直江津小学校及び旧古城小学校の通学区域の通学区域

### 進学前小学校
- 上越市立直江津小学校
- 上越市立古城小学校
- 上越市立国府小学校
- 上越市立直江津南小学校（一部を除く）

### 校区内の主な施設
- 上越市立水族博物館（うみがたり）

## 関係者

### 出身者
- 飯塚悟史 （プロ野球選手）

### 教職員
- 佐藤策次 （直江津市長）